# Дворац успаване лепотице
Дворац успаване лепотице је замак из бајке у центру Дизниленда и раније у хонгконшком Дизниленду. Заснован је на замку Нојшванштајн из касног 19. века у Баварској, Немачка. Верзија у Дизниленду је једини Дизнијев замак чију је изградњу надгледао Волт Дизни.
Редизајнирана и већа верзија замка се користи као икона Дизниленд парка (Париз).

## Дизниленд
Отворен 17. јула 1955. године, замак је најстарији од свих Дизнијевих двораца. Иако достиже висину од 23 м дизајнирао га је Роланд Е. Хил да изгледа виши кроз процес познат као присилна перспектива; елементи дизајна су већи у основи и мањи код кула. Замак је у почетку имао празан горњи ниво који никада није био намењен за смештај атракције, али Волт Дизни није био задовољан оним што је сматрао изгубљеним простором и изазвао је своје дизајнере (Walt Disney Imagineering) да пронађу неку употребу за простор.
Почев од 29. априла 1957. године, посетиоци су могли да ходају кроз дворац и виде неколико диорама које приказују причу о Успаваној лепотици. Глас цврчка Џиминија Крикета из филма Пинокио (1940) Волта Дизнија који пева „When You Wish Upon a Star“ чује се у замку. Оригиналне диораме су дизајниране у стилу Ејвинда Ерла, дизајнера продукције за Дизнијев филм Успавана лепотица из 1959. године, а затим су преуређене 1977. да би личиле на излоге у атракцији Главна улица у САД. Пролаз је затворен из неутврђених разлога 7. октобра 2001; популарно веровање је да су напади 11. септембра и потенцијална опасност која је уследила одиграли главни фактор у затварању.
Дана 17. јула 2008. Дизни је најавио да ће се шетња кроз Замак Успаване лепотице поново отворити у стилу оригиналних Ерлових диорама, побољшаних новом технологијом која није била доступна 1957. године. Шетња је поново отворена 27. новембра 2008. у 17:00. За разлику од претходних инкарнација, посетиоци који нису у стању да се пењу степеницама или да се крећу кроз пролазе замка и даље могу да доживе шетњу „виртуално“ у посебној просторији у приземљу замка. Ова соба је раскошно украшена тематски и представља ЦГИ шетњу са ЦГИ водичем на ТВ-у високе дефиниције. Ова иста виртуелна шетња је укључена у Платинијумско издање ДВД-а Успавана лепотица поводом 50. годишњице.
Улаз у замак налази се на западној страни зграде унутар Земље фантазије. Гости прво виде велику књигу прича са средњовековном тематиком отворену на страници која најављује рођење принцезе Ауроре. Након пењања уз степенице, сцена приказује Аурору као бебу, коју су њене куме виле благословиле магичним даровима. Иза стакленог прозора је анимација дворишта замка, а краљ и краљица посматрају како велика ватра сагорева сва вретена у краљевству. На врху степеница, док гости стигну до центра највишег нивоа замка, још један прозор гледа на велику дворану замка, где сви у краљевству спавају, укључујући слуге и мачку и пса. Друга половина шетње постаје мрачнија, са појављивањем зле виле Грдане, њене вране и неколико гаргојла који излећу из њеног оближњег замка. На крају, принц се бори против  инкарнације зле виле као змаја, усред шуме бодљикавог жбуња, а онда се појављује поље ружа са голубовима који лете изнад, док он љуби Аурору и разбија чини. Док посетиоци излазе из пролаза на дну степеница на источној страни замка, још једна велика књига са средњовековном тематиком приказује слику принца и принцезе како заједно плешу, док њена хаљина мења боје из ружичасте у плаву и обратно.
Породични грб Дизни виси изнад лука замка. Састоји се од три лава. Познато је да грб првобитно није био на замку, већ је ту постављен негде између јуна и јула 1965.
У задњем делу замка, засењен луковима и забијен у земљу, налази се златни шиљак за који се широко, али погрешно, верује да означава географски центар Дизниленда. У стварности, шиљак је ознака геодета која је коришћена да би се осигурало да су мост замка и улаз у линији са Главном улицом САД када је парк први пут изграђен. 
У јануару 2019. у Дизниленду је почело реновирање Замка Успаване лепотице. Улаз у Земљу фантазије је био блокиран кроз лучни пролаз замка током ове обнове.

### Педесета годишњица
На прослави 50. годишњице Дизниленда, и Успавана лепотица и Пепељугин замак су преуређени. У Дизниленду је замак префарбан и пет купола украшено је стилизованим крунама, од којих свака представља деценију историје парка.
Златне ограде су уграђене и на другом спрату замка ради безбедности пиротехничара. Уклоњене су после 10 година и замењене скривеним оградама које се померају само када је потребно.

### Шездесета годишњица
За 60. годишњицу Дизниленда, Свет боја је промењен у Свет боја: Прославите! Чудесни свет Волта Дизнија. Дизниленд парк је представио Обоји ноћ и нови ватромет "Дизниленд заувек". Почетни догађај у трајању од 24 сата догодио се 22. маја 2015.
У оквиру прославе, замак је био прекривен дијамантима и шљокицама, са великим логом 60. у центру. Већина украса са дворца уклоњена је убрзо након прославе, иако су украсни лажни кровови остали до јануара 2018.

## Дизниленд парк (Париз)
Замак Успаване лепотице (на француском Le Château de la Belle au Bois Dormant) је у центру Дизниленд парка и наставак је замка Успаване лепотице који је први пут виђен у Дизниленду у Калифорнији.
Замак се састоји од два дела, тамнице у бази са аудио-аниматронским змајем и, изнад, бетонског балкона са витражима и таписеријама на тему Успаване лепотице. Постоји и неколико продавница које продају стаклене фигуре, украсе и поклоне.
„Дворац Успаване лепотице у Дизниленду инспирисан је замком Нојшванштајн у јужној Немачкој. Овај европски утицај је био добар за изградњу замка у Анахајму, али чињеница да замкови постоје одмах низ пут од Дизниленда у Паризу изазвала нас је да двапут размислимо о нашем дизајну." — Тони Бакстер, извршни дизајнер Walt Disney Imagineering.
Замак је током година добио неколико "прекривача" - украса. Први се догодио током прославе прве годишњице парка 1993. године, када је замак обучен у торту са јагодама, са глазуром и свећама. Овај слој је уклоњен након завршетка прославе. Концепт прекривања у облику торте је касније копираоПепељугин замак 1996. за 25. годишњицу.
Током пете годишњице Дизниленда у Паризу 1997. године, замак је украшен карневалским маскама, шеширима, тракама и звончићима како би се промовисао анимирани филм Звонар Богородичине цркве. Ово украшавање је трајало до почетка 1998. године.
Током десете годишњице Дизниленда у Паризу 2002. године, предњи део замка је био опремљен златним свитком са великим 10. Свитак и други материјал за годишњицу у парку су уклоњени 2003. године.
Године 2007. дворац је добио још једно украшавање, прослављајући петнаесту годишњицу парка. На њему су били златни Дизнијеви ликови приказани на торњевима и кулама, од којих сваки држи свећу, и Звончица на највишем торњу. Свеће су се палиле сваке ноћи током посебне церемоније „Прослава са свећама“ која се одржавала на подигнутој привременој бини на Централном тргу, испред Замка. Огромна осветљена златна плоча са великим "15" била је окачена на предњој страни замка. Петнаеста годишњица и свечаност завршена је 7. марта 2009. године.
Дворац је префарбан новим бојама, рестауриран и опремљен вишебојним ЛЕД осветљењем током 2011. године. 

## Хонг Конг Дизниленд
Замак Успаване лепотице у Хонг Конгу био је скоро идентична копија оригинала у Калифорнији. Међутим, ова два замка су се разликовала кроз веома суптилне детаље. Хонгконшки Дизниленд је користио другачију шему боја у поређењу са Дизнилендом, са природнијим белим и ружичастим бојама за украсе и венце. Такође је имао мање дрвећа око замка, што је омогућило отворенији поглед који прати ноћни ватромет.
Замак је затворен 1. јануара 2018. ради редизајна у оквиру прославе 15. годишњице парка. Овај редизајн има за циљ да ода почаст 14 Дизнијевих принцеза и хероина. Преименован је у Дворац магичних снова. 

### Током 5. годишњице
На прослави пете годишњице хонгконшког Дизниленда, Прослава у ваздуху, замак је претворен у замак од Звончицине прашине. Дворац је био украшен златном прашином, која је светлуцала на сунцу и била осветљена ноћу.

### Током 10. годишњице
Иако за 10. годишњицу парка нису додати значајни украси замку Успаване лепотице у Хонг Конгу, уведен је ноћни ватромет „Дизни у звездама“ са визуелним елементима који су употпунили приказ. То је, међутим, резултирало елиминацијом неколико пиротехничких елемената лансираних са предње стране замка током представе.

## Употреба логотипа
Како је Дворац Успаване лепотице Дизнијева икона, коришћен је на отварању антологијске телевизијске серије Волта Дизнија од почетка емисије 1954. до касних 70-их, када га је заменио Пепељугин замак. То је такође био лого за Walt Disney Pictures, Walt Disney Television, Disney Music Group и Walt Disney Studios Motion Pictures од 1985-2006. Што се тиче Пирата са Кариба: Тајна шкриње из 2006. године, лого је сада 3Д ЦГИ и укључује елементе и овог замка и замка Пепељуге.